# Вја Коронела (Ферара)
Вја Коронела је насеље у Италији у округу Ферара, региону Емилија-Ромања.
Према процени из 2011. у насељу је живело 162 становника. Насеље се налази на надморској висини од 9 м.